# Central Great Plains

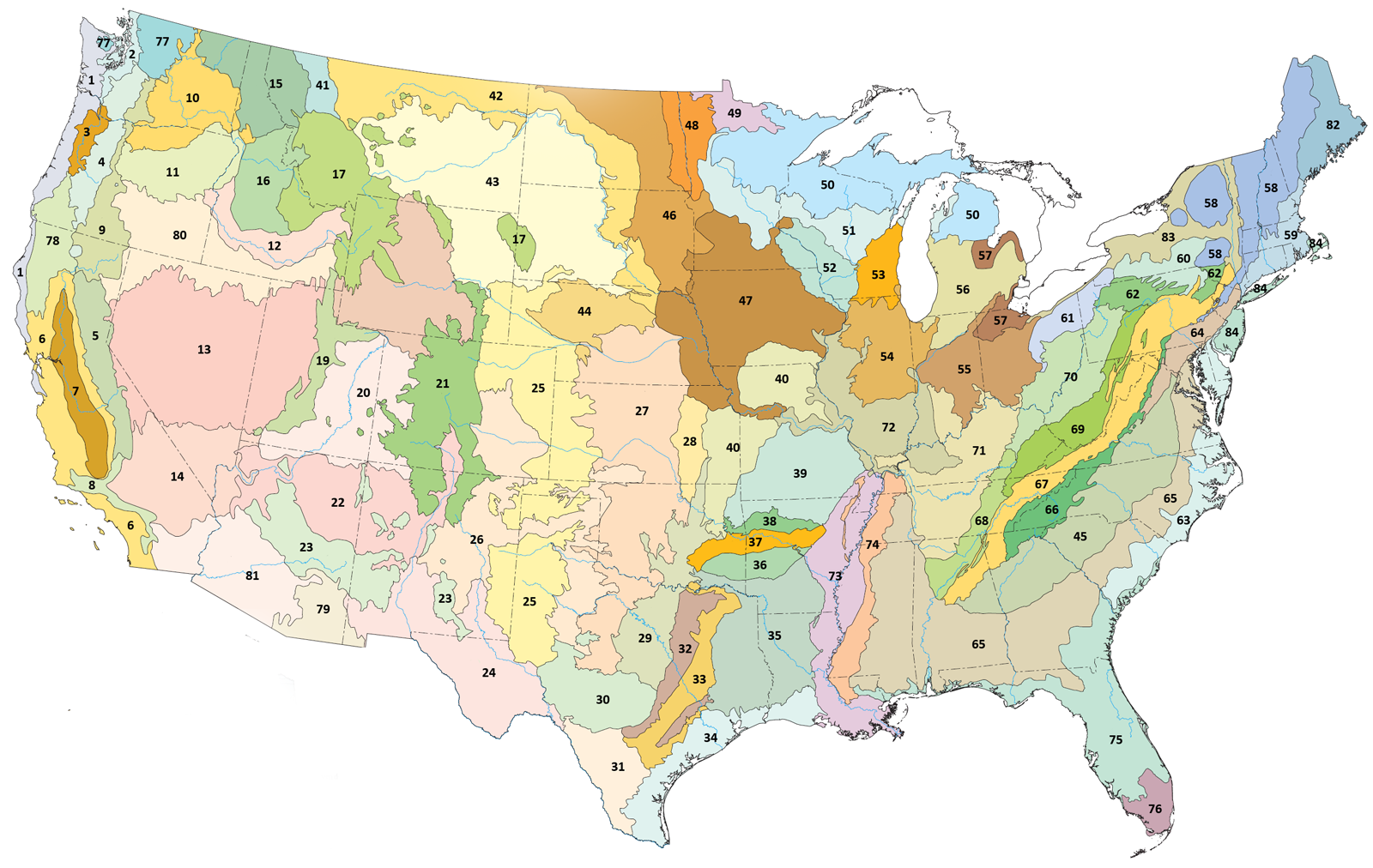
Karte der EPA mit den Level III ecoregions der Vereinigten Staaten, die Central Great Plains sind mit der Nummer 27 gekennzeichnet

Die Central Great Plains sind eine Ökoregion in den Vereinigten Staaten, die die zentralen Teile der Great Plains umfasst. Gemäß Definition der Environmental Protection Agency (EPA) erstrecken sich die Central Great Plains etwa vom South Platte River im Süden Nebraskas über die zentralen Gebiete von Kansas und Oklahoma mit den Städten Wichita und Oklahoma City bis in den Norden von Texas hinunter zum texanischen Colorado River. Davon abgesehen existieren auch abweichende Definitionen; der Archäologe Waldo Rudolph Wedel  beschränkte seine Definition der Central Great Plains beispielsweise auf die Teile der Prärie „in den Staaten Kansas und Nebraska.“

## Naturraum
Waren die Central Great Plains in der letzten Kaltzeit bis etwa 10.000 v. Chr. eine tundraartige Steppenlandschaft, so sind sie heute eine Prärieregion. Je nach Definition gibt es verschiedene Naturräume, von den Ausläufern der semiariden High Plains über die Plateaus der Plains Border zwischen Kansas und Oklahoma und den Sandhills von Nebraska bis zu den fruchtbaren Tälern der Zuflüsse des Mississippi River und dem flachen, lössreichen Tiefland der Loess Plains und Osage Plains.Eine Vegetationsanalyse der Central Great Plains in Kansas und Nebraska identifizierte die Gräser Bouteloua gracilis, Calamovilfa longifolia und Andropogon hallii sowie Ambrosia psilostachya und Chenopodium lanceolatum als typische Vertreter der Flora der Great Plains.
Die Vegetationsperiode in jenen Gebieten beträgt etwa 150 bis 200 Tage je Jahr; die Sommer sind heiß, die Winter kalt und trocken, und das Gebiet betroffen durch die Winde aus den Rocky Mountains. Ingrid C. Burke, Timothy G. F. Kittel, William K. Lauenroth et al. zeigten in einer regionalräumlichen Analyse, dass die Central Great Plains in Hinblick auf die Primärproduktion anfällig gegenüber singulären Wetteranomalien sind; langfristig sagte die Forschergruppe beschrieb die Verringerung der CO2-Bodenspeicherkapazität in den Central Great Plains als Ergebnis des Klimawandels voraus.

## Kulturgeschichte
Die frühesten bekannten Anzeichen von menschlicher Besiedlung in den Central Great Plains stammen von der etwa 10.000 Jahre alten Folsom-Kultur. Auch aus der Woodland-Periode finden sich in den Central Great Plains Überreste. Danach prägten die Upper-Republican-Kultur und die Nebraska-Kultur zeitlich etwa parallel zueinander die Central Great Plains. Die sich herausbildende Stammeslandschaft der Native Americans in den Central Great Plains wurde später generalisierend als „Prärie-Indianer“ zusammengefasst: In den trockeneren Teilen der Central Great Plains, die beispielsweise Heimat der Comanchen und Kiowa waren, waren die dortigen Indianerstämme abhängig von der nomadischen Jagd auf den Amerikanischen Bison; in den fruchtbaren Teilen bildeten sich halbsesshafte und Landwirtschaft betreibende Kulturen wie die Osage und Kansa heraus. Eine dritte Gruppe bildeten im Norden der Central Great Plains die Ausläufer der Oneota-Kultur aus der Great-Lakes-Region.
Jene Stämme kamen ab der ersten Hälfte des 16. Jahrhunderts immer regelmäßiger in Kontakt mit europäischen Kolonialisten, zunächst besonders mit den spanischen Kolonien in Mexiko und dem heutigen
Süden der USA. Zu den frühesten bekannten europäischen Expeditionen in die Central Great Plains gehören jene von Francisco Vásquez de Coronado um 1540 und jene von Juan de Oñate um 1600. Diese regelmäßigen Kontakte manifestierten sich in der Einführung des Hauspferdes zur Bisonjagd, der Einführung des Gewehres und nicht zuletzt auch in der Verbreitung von Krankheiten. Gleichzeitig kam es um 1700 zu Wanderbewegungen innerhalb der Native Americans; Völker wie die Cheyenne und Arapaho zogen aus anderen Gegenden in die Central Great Plains und siedelten sich dort als Bisonjäger an. All jene Entwicklungen begründeten die stereotype Vorstellung des „Prärie-Indianers“ als reitender Bisonjäger.
Mit der fortschreitenden europäischen Kolonialisierung der Westward Expansion gerieten die Native Americans der Central Great Plains im 19. Jahrhundert unter immer größeren Druck seitens der jungen Vereinigten Staaten. Zur Zeit des Sezessionskriegs in den 1860ern war die ursprüngliche Kultur der Native Americans im Wesentlichen verschwunden, zum Ende des Jahrhunderts verblieben nur Überreste in Form der Indianerreservate. Heute sind die Central Great Plains durch Landwirtschaft geprägt; die Region „ist heute ein Hauptproduzent von Ackerfrüchten“ in den USA.